# Fremantle
Fremantle je přístavní město v Austrálii, má 26 582 obyvatel. Leží v ústí řeky Swan River v jihozápadní části aglomerace Perthu, hlavního města Západní Austrálie.

## Historie
Původními obyvateli byli příslušníci kmene Noongar. V roce 1829 zde kapitán Charles Fremantle založil jako první britský opěrný bod na západním pobřeží Austrálie osadu, která byla později po něm pojmenována. O rok později byla postavena věznice známá jako Round House, která je významnou architektonickou památkou. Fremantle rostlo díky výhodné poloze přístavu, který využívali velrybáři i přistěhovalci z Evropy, roku 1929 bylo povýšeno na město. Za druhé světové války zde byla významná ponorková základna.

## Ekonomika
Přístavem ve Fremantle projde velká část australského exportu, významný je i rybolov a zpracování ryb, strojírenský průmysl, nábytkářství a výroba umělých hnojiv. Rozvíjí se turistický ruch: město má příjemné středozemní podnebí, letní vedra zmírňuje vánek od moře nazývaný pro své blahodárné účinky Fremantle doctor. K rekreaci slouží Esplanade Park. Ve Fremantle se zachovalo více historických budov než v jiných australských městech.

## Kultura
Město je známé jako centrum nočního života v okolí Perthu, díky vysokému podílu Italů v místní populaci má vyhlášené restaurace a kavárny. Sídlí zde moderní námořní muzeum, koná se rybářská slavnost Blessing of the Fleet. Ve městě vychází deník Fremantle Herald. Roku 1989 byla založena soukromá katolická univerzita University of Notre Dame Australia. Ve Fremantle žil zpěvák Bon Scott: je zde pochován a byla mu odhalena socha.

## Sport
Ve městě sídlí klub australského fotbalu Fremantle Football Club, zvaný Dockers, účastník elitní AFL. Koná se zde také jachtařský Pohár Ameriky.